# Toni Lloret i Grau
Toni Lloret i Grau (Igualada, Anoia, 30 de juliol de 1957), és un psicòleg i escriptor català.
Llicenciat en psicologia per la UAB (1980). Va ser director del Centre d'Acolliment per a Infants de la Casa de Maternitat de Barcelona i dels centres d'atenció a la infància de LLars Mundet (Diputació de Barcelona). Co-impulsor i psicòleg del Servei d'Atenció a la Dona del Centre d'assistència primària d'Igualada. Va promoure i co-fundar l'Escola Laboral (educació Compensatòria) 1981-1983. Va col·laborar amb la Comissió Europea com a expert en temes com el maltractament infantil i la violència de gènere. Membre de l'Agrupació de defensa forestal (ADF) d'Argençola (Anoia) i membre d'Iniciativa per Catalunya Verds des de la fi de 2004 i fins al 2019. Ha estat regidor (2007-2011) i alcalde (2012-2019) d'Argençola (Anoia). Promotor, co-fundador i 1er president de l'Associació de micropobles de Catalunya.
Ha escrit diversos llibres i ha col·laborat amb diaris com El Periódico de Catalunya, l'Avui i La Vanguardia en temes relacionats amb la psicologia.

## Obra
- L'Infant Maltractat 1993 (assaig)
- Centres d'Acolliment i Residencials per a Infants (coautor amb Albert Montejano Freixinet) (assaig) 1996
- Drogas: Síntomas y Signos (coautor amb Albert Lahuerta Montoliu) (assaig) 1994
- El Bord (novel·la) 1997
- Història d'un Almogàver (novel·la) 2001